# کیتلین فرینگتون
کیتلین فرینگتون (انگلیسی: Kaitlyn Farrington؛ زادهٔ ۱۸ دسامبر ۱۹۸۹) اسنوبردسوار اهل ایالات متحده آمریکا است.
وی در مسابقات کشوری و بین‌المللی در مجموع برندهٔ ۱ مدال طلا، ۱ مدال نقره، ۱ مدال برنز شده‌است.